# Het waren 2 fantastische dagen
Het waren 2 fantastische dagen is een Nederlands televisieprogramma dat uitgezonden wordt door SBS6 en terug te kijken is via streamingdienst KIJK.

## Format
In het programma betreden iedere aflevering drie bekende Nederlanders een villa om samen twee dagen door te brengen en elkaars verhaal te leren kennen. Van te voren weten de gasten niet met wie ze het huis betreden. In de villa worden de gasten gevolgd door geïnstalleerde vaste camera's zoals in Big Brother en bepalen ze zelf wat ze doen. Eens in de zoveel tijd verschijnt een vraag op een televisiescherm in de villa om het gesprek gaande te houden. Daarnaast wordt er voor iedere gast een pakketje bezorgd met iets persoonlijks erin.

## Afleveringen
| Afl | Uitzenddatum | Gasten           | Gasten             | Gasten          | Kijkcijfers |
| --- | ------------ | ---------------- | ------------------ | --------------- | ----------- |
| 1   | 29 juni 2025 | Wesley Sneijder  | Igone de Jongh     | Jaimie Vaes     | 748.000     |
| 2   | 6 juli 2025  | Leontine Ruiters | Monique Westenberg | Frank Masmeijer | 986.000     |
| 3   | 13 juli 2025 | Bram Moszkowicz  | Glennis Grace      | Lale Gül        | 668.000     |

## Ontvangst
Het programma wordt geproduceerd door Talpa Studios en werd in mei 2025 voor het eerst aangekondigd. De eerste aflevering van het programma werd uitgezonden op zondag 29 juni 2025 en werd door 748.000 kijkers bekeken, hiermee was het het vierde best bekeken programma van die dag. Het programma werd gemengd ontvangen, zo schreef oud-programmadirectrice Tina Nijkamp dat het programma verfrissender is dan gedacht en het zeker het bekijken waard is. Maar aan de andere kant schreef televisierecensente Angela de Jong dat het programma het meest slijmerige, kwijlerige en walgelijke programma is dat ze ooit gezien heeft.